# Donald Johnson
Donald James Johnson (Bethlehem, 9 settembre 1968) è un ex tennista statunitense.

## Carriera
Fa il suo esordio tra i professionisti nel 1992 e si dedica principalmente al doppio. In questa specialità ha vinto ventitré titoli tra cui spicca il titolo a Wimbledon 2001 in coppia con Jared Palmer.
Gioca un match in Coppa Davis con la squadra statunitense ma ne esce sconfitto.
Arriva alla prima posizione in classifica nel gennaio 2002 a seguito della semifinale raggiunta agli Australian Open.

## Statistiche

### Doppio

#### Vittorie (23)
| Legenda                                                       |
| Grande Slam (1)                                               |
| Tennis Masters Cup / ATP World Tour Finals (1)                |
| Masters Series / ATP World Tour Master 1000 (2)               |
| ATP International Series Gold / ATP World Tour 500 Series (2) |
| ATP International Series / ATP World Tour 250 Series (17)     |

| Numero | Data             | Torneo                                        | Superficie  | Compagno          | Avversari in finale            | Punteggio          |
| 1.     | 11 marzo 1996    | Abierto Mexicano TELCEL, Città del Messico    | Terra rossa | Francisco Montana | Nicolás Pereira Emilio Sánchez | 6–2, 6–4           |
| 2.     | 5 agosto 1996    | Dutch Open, Amsterdam                         | Terra rossa | Francisco Montana | Rikard Bergh Jack Waite        | 6–4, 3–6, 6–2      |
| 3.     | 28 aprile 1997   | Monte Carlo Masters, Monte Carlo              | Terra rossa | Francisco Montana | Jacco Eltingh Paul Haarhuis    | 7–6, 2–6, 7–6      |
| 4.     | 9 febbraio 1998  | Open 13, Marsiglia                            | Cemento (i) | Francisco Montana | Mark Keil T. J. Middleton      | 6–4, 3–6, 6–3      |
| 5.     | 13 aprile 1998   | Estoril Open, Estoril                         | Terra rossa | Francisco Montana | David Roditi Fernon Wibier     | 6–1, 2–6, 6–1      |
| 6.     | 11 maggio 1998   | Hamburg Masters, Amburgo                      | Terra rossa | Francisco Montana | David Adams Brett Steven       | 6–2, 7–5           |
| 7.     | 12 ottobre 1998  | Campionati Internazionali di Sicilia, Palermo | Terra rossa | Francisco Montana | Pablo Albano Daniel Orsanic    | 6–4, 7–6           |
| 8.     | 12 aprile 1999   | Estoril Open, Estoril                         | Terra rossa | Tomás Carbonell   | Jiří Novák David Rikl          | 6–3, 2–6, 6–1      |
| 9.     | 12 luglio 1999   | Allianz Suisse Open Gstaad, Gstaad            | Terra rossa | Cyril Suk         | Aleksandar Kitinov Eric Taino  | 7–5, 7–6           |
| 10.    | 28 febbraio 2000 | Abierto Mexicano TELCEL, Città del Messico    | Terra rossa | Byron Black       | Gastón Etlis Martín Rodríguez  | 6–3, 7–5           |
| 11.    | 17 aprile 2000   | Estoril Open, Estoril                         | Terra rossa | Piet Norval       | David Adams Joshua Eagle       | 6–4, 7–5           |
| 12.    | 26 giugno 2000   | Nottingham Open, Nottingham                   | Erba        | Piet Norval       | Ellis Ferreira Rick Leach      | 1–6, 6–4, 6–3      |
| 13.    | 30 ottobre 2000  | Swiss Indoors, Basilea                        | Sintetico   | Piet Norval       | Roger Federer Dominik Hrbatý   | 7–6, 4–6, 7–6      |
| 14.    | 17 dicembre 2000 | Tennis Masters Cup, Bangalore                 | Cemento     | Piet Norval       | Mahesh Bhupathi Leander Paes   | 7–6, 6–3, 6–4      |
| 15.    | 4 marzo 2001     | Abierto Mexicano TELCEL, Città del Messico    | Terra rossa | Gustavo Kuerten   | David Adams Martín García      | 6–3, 7–6           |
| 16.    | 12 marzo 2001    | Tennis Channel Open, Scottsdale               | Cemento     | Jared Palmer      | Marcelo Ríos Sjeng Schalken    | 7–6, 6–2           |
| 17.    | 30 aprile 2001   | Open Seat, Barcellona                         | Terra rossa | Jared Palmer      | Tommy Robredo Fernando Vicente | 7–6, 6–4           |
| 18.    | 7 maggio 2001    | Open de Tenis Comunidad Valenciana, Maiorca   | Terra rossa | Jared Palmer      | Feliciano López Francisco Roig | 7–5, 6–3           |
| 19.    | 25 giugno 2001   | Nottingham Open, Nottingham                   | Erba        | Jared Palmer      | Paul Hanley Andrew Kratzmann   | 6–4, 6–2           |
| 20.    | 9 luglio 2001    | Wimbledon, Londra                             | Erba        | Jared Palmer      | Jiří Novák David Rikl          | 6–4, 4–6, 6–3, 7–6 |
| 21.    | 29 ottobre 2001  | Stockholm Open, Stoccolma                     | Cemento (i) | Jared Palmer      | Jonas Björkman Todd Woodbridge | 6–3, 4–6, 6–3      |
| 22.    | 7 gennaio 2002   | Qatar Open ATP, Doha                          | Cemento     | Jared Palmer      | Jiří Novák David Rikl          | 6–3, 7–6(5)        |
| 23.    | 14 gennaio 2002  | Medibank International, Sydney                | Cemento     | Jared Palmer      | Joshua Eagle Sandon Stolle     | 6–4, 6–4           |